# Warren Evans
Warren Evans (* um 1910; † 1959 in New York City) war ein US-amerikanischer Jazz- und Rhythm-&-Blues-Sänger (Bariton).

## Leben und Wirken
Evans war in den 1940er-Jahren Vokalist in der Band des Pianisten Buddy Johnson, zu hören in Titeln wie „Deep Down in the Miz“, „I Done Found Out“ und „My Lonely Cabin“. Mit „Baby, Don't You Cry“ (Decca 8632) waren Johnson/Evans auch in den amerikanischen Charts erfolgreich. Ferner trat er in einem Soundie mit der Ballade „I Miss You So“ auf; 1944 gastierte er im New Yorker Apollo Theater. Begleitet von einer Studioband, in der u. a. Dick Vance, Benny Morton, Joe Eldridge, Lem Johnson, Sammy Price, Everett Barksdale, Billy Taylor und Harold Doc West spielten, nahm er Ende 1944 für National u. a. den Cecil-Gant-Song „I Wonder“ mit der B-Seite „Gone at Dawn“ auf; die 78er gelangte im Februar 1945 auf #6 der Billboard-Charts (Race Records). Im März 1945 folgte eine weitere Studiosession, bei der für Decca Records vier Titel entstanden, wie „In the Wee Small Hours of the Morning“ und „Mad About You“; begleitet wurde er dabei von Sammy Price and His Orchestra, u. a. mit Freddie Webster und Harold „Doc“ West. 1949 war er als Bandvokalist bei Skip Hall and His Band engagiert („I Still Love You“/„So Deep in Love“). Im Bereich des Jazz war er zwischen 1941 und 1949 an sechs Aufnahmesessions beteiligt.